# Toinho Alves
Antônio Alves (Garanhuns, 22 de agosto de 1943 — Jaboatão dos Guararapes,  29 de maio de 2008), foi um cantor, compositor, violonista e contrabaixista brasileiro.
Nascido no agreste pernambucano aprendeu música antes mesmo de ser alfabetizado. Estudou com os monges beneditinos, de quem herdou o gosto pelo canto.
Faleceu aos 64 anos de idade, vitimado por um infarto sofrido em sua casa, sendo seu corpo encontrado pelo filho Dudu Alves, também integrante do Quinteto Violado. Foi Secretário de Cultura da Prefeitura de Olinda, entre os anos de 2003 e 2004.

## Músicas
- A palafita (com Fernando Filizola e José Chagas)
- Abertura (com João de Jesus Paes Loureiro)
- Abraço ao Hermeto (com Sando)
- Algaroba (com Marcelo Melo)
- Amar é
- Anita Cruz violeira (com Marcelo Melo)
- Anúncios classificados (com João de Jesus Paes Loureiro)
- Aracaju (com Ciano)
- As três festas (com Mário Lobo)
- Beira de estrada (com Luciano Pimentel)
- Buruçu em Garanhuns (com Sando)
- Cara pintada (com Dudu Alves)
- Coisa de nego
- Coisas novas (com Marcelo Melo)
- Como a natureza gosta (com Dudu Alves)
- Crendice (com Roberto Sant'Ana)
- Dança das lagartixas (com João de Jesus Paes Loureiro)
- De viola e rabeca
- Dona Aninha (com Roberto Sant'Ana)
- Duduca
- Forró brasileiro
- Funeral (com João de Jesus Paes Loureiro)
- Funga funga
- Gravatá (No tempo do meu pai) (com Marcelo Melo)
- História luminosa e triste de Cobra Norato (com João de Jesus Paes Loureiro)
- Imagens do Recife (c/ Deda e Marcelo Melo)
- Ladainha (com Marcelo Melo)
- Marcha nativa dos índios Quiriris (com Marcelo Melo)
- Mestre Vitalino (com João de Jesus Paes Loureiro)
- Narrativa final (com João de Jesus Paes Loureiro)
- Narrativa I (com João de Jesus Paes Loureiro)
- Narrativa II (com João de Jesus Paes Loureiro)
- Narrativa III (com João de Jesus Paes Loureiro)
- O beco do prazer (com Ciano)
- O inquérito (com João de Jesus Paes Loureiro)
- O maior forró do mundo
- Olé menina (com Marcelo Melo)
- Oropa França e Bahia
- Palavra de cantador (com Diniz Vitorino Ferreira)
- Pastoril de abertura (com João de Jesus Paes Loureiro)
- Profissão de fé (com Fernando Filizola)
- Quero mais (com Marcelo Melo e Ednaldo Queiroz)
- Reflexo (com Luciano Pimentel e Fernando Filizola)
- Reisado (com Marcelo Melo e Ascenso Ferreira)
- Rio Capibaribe (com João de Jesus Paes Loureiro)
- Rio São Francisco (com Marcelo Melo e João de Jesus)
- Roda de Ciranda (com Marcelo Melo)
- Roda de ciranda Nº 2 (com Marcelo Melo e Luciano Pimentel)
- Rumo Norte
- Senhora Dona da Casa (com Marcelo Melo)
- Sete meninas (com Dominguinhos)
- Suíte das clarinadas
- Suíte das clarinadas (com João de Jesus Paes Loureiro)
- Te amo menino (com Jeanine Gonsalves)
- Terra Terra (com Marcelo Melo)
- Trem de Alagoas (com Marcelo Melo e Ascenso Ferreira)
- Vaquejada (com Luciano Pimentel e Marcelo Melo)